# Новосёлов, Дмитрий Геннадьевич
Дмитрий Геннадьевич Новосёлов (19 мая 1976, Снежинск, Челябинская область — 1 марта 2003, Аргун, Чеченская Республика) — герой России. Оперуполномоченный отряда специального назначения криминальной милиции (ОМСН) УБОП УВД Оренбургской области, капитан милиции.

## Биография
В 1994—1996 годах проходил срочную службу в рядах Российской Армии. Службу проходил во внутренних войсках, участвовал в боевых действиях в Чеченской республике. После демобилизации вернулся в родной город. В апреле 1996 года поступил на службу в городской отдел внутренних дел.
В 2002 году окончил факультет подготовки следователей Уральского юридического института Министерства внутренних дел России в городе Екатеринбурге. Позже служил в спецотряде быстрого реагирования в Управлении по борьбе с организованной преступностью (СОБР УБОП) Оренбургской области. Новосёлов не раз признавался лучшим сотрудником своего подразделения за отличную стрельбу.
Участник второй чеченской войны. Принимал участие в четырёх служебных командировках в Северо-Кавказский регион, участвовал в 15 спецоперациях, задержал 10 участников незаконных бандформирований, двоих преступников, находившихся в федеральном розыске. С его помощью было изъято большое количество оружия и боеприпасов.
В октябре 2002 года он находился на блокпосту в районе города Аргун. Пункт постоянно обстреливался снайпером. Новосёлов вычислил место, откуда велся огонь, выследил стрелка и огнём из снайперской винтовки уничтожил его. Позже в районе аргунского железнодорожного вокзала начался обстрел КПП федеральных сил. Солдаты запросили помощи у соседей, и на место боя выехала группа милиционеров, в которую входил Новосёлов. По дороге машина попала под обстрел, завязался бой. Новосёлов умело выбрал позицию и из своей винтовки подавил главную огневую точку бандитов.
1 марта 2003 года в городе Аргун Грозненского района Чеченской республики на перекрёстке улиц Гудермесская и Заводская в засаду попали военнослужащие внутренних войск, к которым на помощь выехала оперативная группа. Численность боевиков была превосходящей. Капитан Новосёлов из снайперской винтовки уничтожал бандитов, а когда закончились патроны, продолжал бой с автоматом в руках. Рядом был ранен его командир подполковник Киринчук, и капитан бросился на помощь. Боевики обнаружили позицию снайпера и начали обстрел из подствольных гранатометов. В результате прямого попадания гранаты капитан Новосёлов получил смертельное ранение. Офицер проявил железную выдержку и мужество, выполнив свой долг до конца.
19 февраля 2004 года указом Президента Российской Федерации № 217 за мужество и героизм, проявленные в ходе контртеррористической операции на Северном Кавказе, капитану милиции Новосёлову Дмитрию Геннадьевичу присвоено звание Героя России (посмертно).
Похоронен в городе Орск Оренбургской области.

## Память о подвиге
- Приказом Министерства внутренних дел России № 170 от 11 марта 2005 года Новосёлов Дмитрий Геннадьевич навечно зачислен в списки личного состава ОМСН при УВД Оренбургской области.
- На родине Героя, в городе Снежинске, на доме, где жил Дмитрий, открыта мемориальная доска. Также его именем названа школа № 126, в которой прошли его школьные годы. В городе Орске Оренбургской области, где он проходил службу, есть улица Новосёлова, на площади Авангард в сквере Славы установлен бюст Дмитрия Новосёлова. Его имя увековечено на мемориале погибшим сотрудникам МВД на территории милицейского городка, где располагается база ОМОН «Барс». На здании, где располагалось место дислокации подразделения ОМСН, в котором проходил службу Дмитрий, также открыта мемориальная доска. В городе Екатеринбурге справа от входа в учебный корпус Уральского юридического института МВД России в 2010 году в торжественной обстановке была открыта мемориальная доска в память о выпускнике ВУЗа — капитане милиции Дмитрии Новосёлове.
- В конце февраля в городе Челябинске ежегодно проходит открытый Кубок города по пулевой стрельбе, посвящённый памяти Героя России Дмитрия Новосёлова.
- В городе Екатеринбурге с 2006 года на базе спортивно-тренировочного комплекса Уральского юридического института МВД России ежегодно проводится региональный турнир по самбо среди юниоров, посвященный памяти Героя России Дмитрия Новосёлова.